# Haltérophilie aux Jeux olympiques d'été de 2024 - Moins de 102 kg hommes
Navigation
Los Angeles 2028
L'épreuve des moins de 102 kg hommes  en haltérophilie aux Jeux olympiques d'été de 2024 a lieu le 10 août au Paris Expo Porte de Versailles.
Il s'agit d'une nouvelle catégorie de poids à la suite de la suppression de deux catégories chez les hommes depuis l'édition précédente des Jeux à Tokyo.

## Records
Avant cette compétition, les records dans cette discipline étaient les suivants : 
| Record du monde | Épaulé-jeté | Liu Huanhua (CHN) | 232 kg | Phuket, Thaïlande | 8 avril 2024 |
| Record du monde | Total       | Liu Huanhua (CHN) | 413 kg | Phuket, Thaïlande | 8 avril 2024 |

## Médaillés
| Or                | Argent              | Bronze                    |
| Liu Huanhua (CHN) | Akbar Djuraev (UZB) | Yauheni Tsikhantsou (AIN) |

## Résultats détaillés
| Rang                                | Athlète                | Nation                        | Poids (kg) | Arraché (kg) | Arraché (kg) | Arraché (kg) | Arraché (kg) | Épaulé-jeté (kg) | Épaulé-jeté (kg) | Épaulé-jeté (kg) | Épaulé-jeté (kg) | Total |
| Rang                                | Athlète                | Nation                        | Poids (kg) | 1            | 2            | 3            | Résultat     | 1                | 2                | 3                | Résultat         | Total |
| ----------------------------------- | ---------------------- | ----------------------------- | ---------- | ------------ | ------------ | ------------ | ------------ | ---------------- | ---------------- | ---------------- | ---------------- | ----- |
| Médaille d'or, Jeux olympiques      | Liu Huanhua            | Chine                         | 102,00     | 178          | 183          | 186          | 186          | 220              | 228              | 233              | 220              | 406   |
| Médaille d'argent, Jeux olympiques  | Akbar Djuraev          | Ouzbékistan                   | 102,00     | 180          | 185          | 189          | 185          | 219              | 224              | 232              | 219              | 404   |
| Médaille de bronze, Jeux olympiques | Yauheni Tsikhantsou    | Athlètes individuels neutres  | 102,00     | 176          | 178          | 183          | 183          | 214              | 219              | 228              | 219              | 402   |
| 4                                   | Garik Karapetyan       | Arménie                       | 102,00     | 180          | 186          | 186          | 186          | 212              | 218              | 218              | 212              | 398   |
| 5                                   | Irakli Chkheidze       | Géorgie                       | 102,00     | 171          | 176          | 179          | 179          | 214              | 214              | 224              | 214              | 393   |
| 6                                   | Lesman Montano         | Bahreïn                       | 102,00     | 181          | 186          | 188          | 181          | 211              | 218              | 218              | 211              | 392   |
| 7                                   | Ramiro Mora Romero     | Équipe olympique des réfugiés | 102,00     | 161          | 166          | 168          | 166          | 201              | 206              | 210              | 210              | 376   |
| 8                                   | Wes Kitts              | États-Unis                    | 102,00     | 167          | 172          | 177          | 172          | 202              | 210              | 210              | 202              | 374   |
| 9                                   | Yeonhak Jang           | Corée du Sud                  | 102,00     | 173          | 179          | 180          | 173          | 200              | 211              | 221              | 200              | 373   |
| 10                                  | Davranbek Hasanbayev   | Turkménistan                  | 102,00     | 180          | 187          | 188          | 180          | 190              | 190              | 200              | 190              | 370   |
| -                                   | Ahmed Abuzriba         | Libye                         | 102,00     | 164          | 169          | 170          | 164          | -                | -                | -                | -                | -     |
| -                                   | Don Opeloge            | Samoa                         | 102,00     | 170          | 170          | 170          | -            | -                | -                | -                | -                | -     |
| -                                   | Faris Ibrahim E Elbakh | Qatar                         | 102,00     | 178          | 178          | 178          | -            | -                | -                | -                | -                | -     |